# برگ بوی مکزیکی
برگ بوی مکزیکی (نام علمی: Litsea glaucescens) نام یک گونه از تیره برگ‌بوئیان است.